# Путнисит
Путнисит  — минерал, состоящий из стронция, кальция, хрома, серы, углерода, кислорода и водорода. Был обнаружен в 2007 году на полуострове Полярный медведь в районе озера Коуэн в графстве Дандас, Западная Австралия  во время горных разработок. После идентификации и признания в 2012 году Международной минералогической ассоциацией он был назван в честь минералогов Эндрю и Кристин Путнис из Вестфальского университета в Мюнстере.
Путнисит имеет уникальные химические и структурные свойства, и, расценивается, как не связанный ни с одним из существующих минералогических семейств. Имеет уникальное сочетание элементов: первый известный минерал, в состав которого входят стронций и хром; также первый карбонат-сульфатный минерал, содержащий стронций. Питер Эллиот, исследовавший путнисит, особо подчёркивал, что его уникальность заключается ещё и в том, что он не имеет каких-либо известных связей с другими семействами или группами сходных минералов.
Кристаллы полупрозрачные фиолетовые, но имеют выразительный плеохроизм (от бледно-фиолетового до бледно-голубовато-серого в зависимости от угла наблюдения) и оставляют розовые полосы при натирании по ровной поверхности.
Твердость по шкале Мооса 1,5—2. Плотность (измеренная) 2,20 г/см³.
Путнисит встречается в виде малых (<0,5 мм) кубовидных кристаллах и в вулканических породах на подложке из кварца и в почти аморфном силикате хрома.
Эталонный (типичный) образец минерала хранится в коллекции Южно-Австралийского музея в Аделаиде (каталожный номер G33429) и Канадского музея природы в Оттаве (каталожный номер CMNMC 86133).